# Universität Gent
Die Universität Gent (niederländisch: Universiteit Gent; kurz: UGent), früher Rijksuniversiteit Gent (oder RUG), ist eine staatliche Universität in Flandern, Belgien, in der Stadt Gent.

## Geschichte

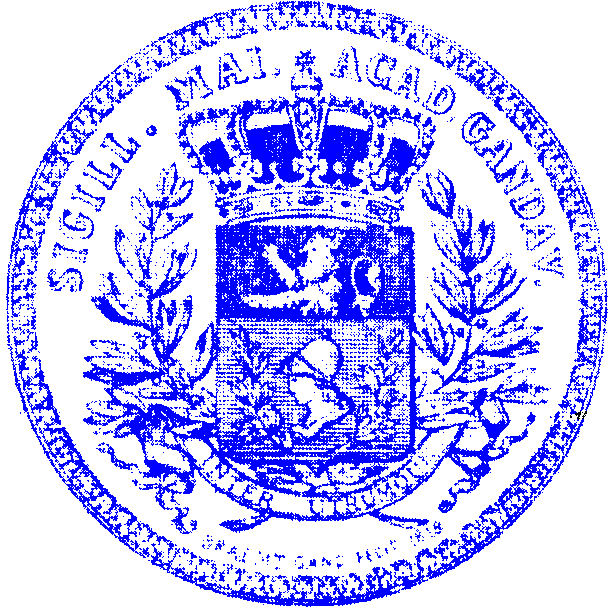
Braemt-Siegel

Die Universität wurde 1817 von König Willem I. gegründet um eine neue intellektuelle Entwicklung im Süden des Vereinigten Königreichs der Niederlande, des späteren Belgien, zu fördern, wo es im Gegensatz zum Norden noch keine Universität gab. Diese Politik führte auch zur Gründung der Universität Lüttich und der Reichsuniversität Löwen. Die UGent wurde feierlich am 9. Oktober 1817 eröffnet, der erste Rektor war Jean Charles van Rotterdam.

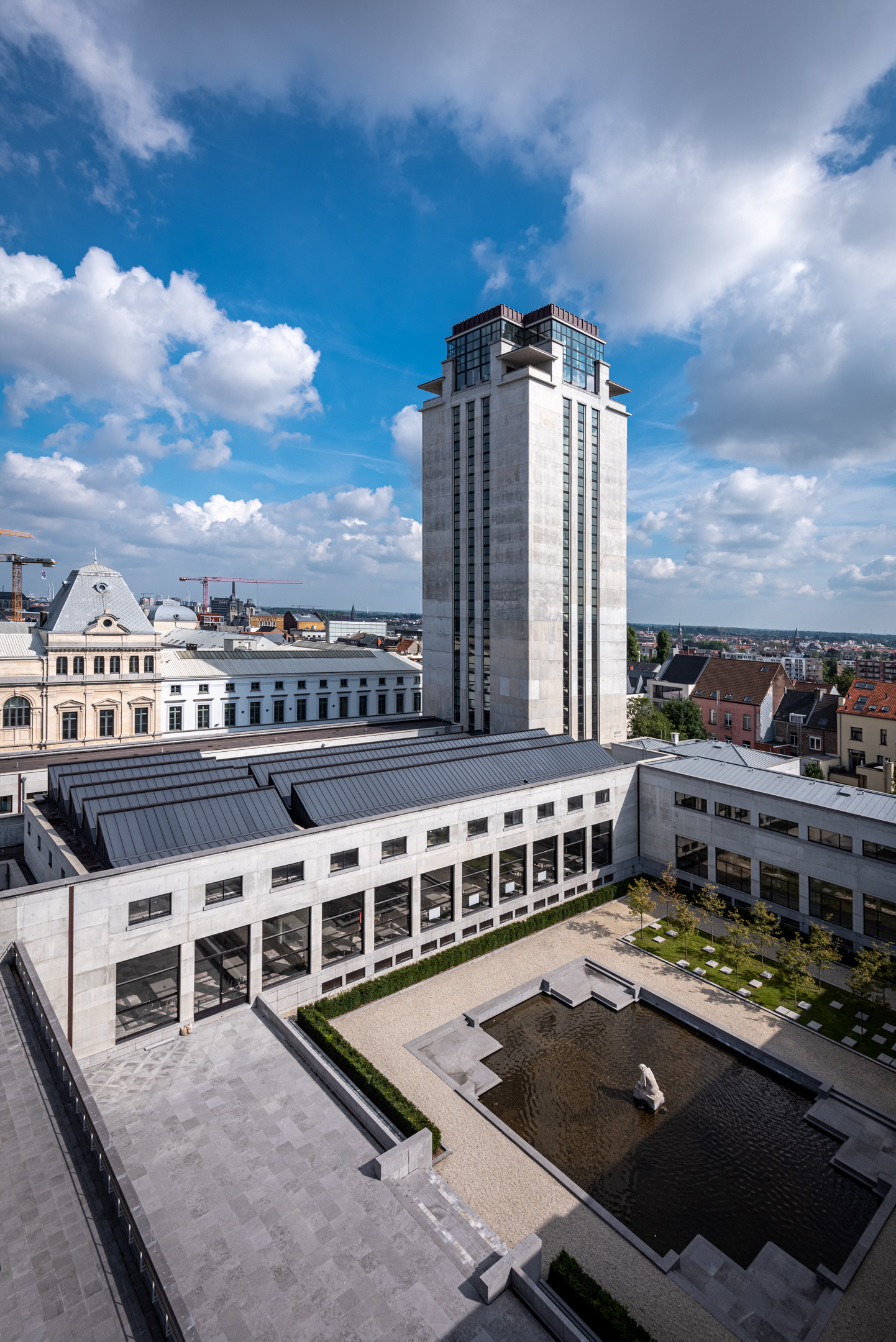
Der sogenannte Bücherturm – entworfen vom Architekten Henry van de Velde

Nach der belgischen Revolution wurde die Genter Universität zu einem französischsprachigen Institut (bis dahin war die Unterrichtssprache Latein), damals die Sprache der intellektuellen Elite. Trotzdem unternahm die Flämische Bewegung Versuche, sie zu „verniederländischen“. Einen dieser Versuche gab es während des Ersten Weltkriegs 1917, aber nach dem Krieg wurde er rückgängig gemacht. Die Flämisierung der Universität Gent wurde im Ersten Weltkrieg unter anderem von der Flamenpolitik der deutschen Besatzer unterstützt. 1930 wurde die Universität endgültig niederländischsprachig. Der erste Rektor war August Vermeylen (bis 1932).
Die Universität hat unter anderem Jacques Rogge (2001), Jan Hoet (2000), Kofi Annan (2004), Linda Hutcheon (2005) und Desmond Tutu (2005) die Ehrendoktorwürde verliehen.
Die Fakultät für Wirtschaftswissenschaften gehört zu den besten 6 % der Wirtschaftshochschulen weltweit und ist international durch die AACSB akkreditiert.

## Organisation
An der Universität studieren über 41.000 Studenten, davon circa 1.100 aus anderen EU-Ländern und ungefähr 1.000 aus Nicht-EU-Ländern. An der Universität (ohne Universitätsklinik) sind an elf Fakultäten etwa 6.800 Mitarbeiter beschäftigt, davon ca. 920 Professoren und über 1.700 Assistenten und sonstige Forscher, dazu gut 1.900 drittmittelfinanzierte Wissenschaftler. Rektor ist Rik Van de Walle. Die Universität verfügt über einen Etat von über 400 Millionen Euro.
Eines der bekanntesten Gebäude der Universität ist der sogenannte „Bücherturm“ des Architekten Henry van de Velde, der die Universitätsbibliothek beherbergt. Der Turm ist eines der Wahrzeichen der Stadt.

## Fakultäten
- Geisteswissenschaften und Philosophie
- Rechtswissenschaften
- Naturwissenschaften
- Medizin und Gesundheitswesen
- Ingenieurwissenschaften
- Ökonomie und Management
- Veterinärmedizin
- Psychologie und Erziehungswissenschaften
- Bio-Ingenieurwissenschaften
- Pharmazie
- Politik- und Sozialwissenschaften

## Bedeutende Professoren
- Joseph Bidez, Philologe
- Raoul Van Caenegem, Rechtshistoriker
- Franz Peter Cassel, Botaniker und Mediziner
- Franz Cumont, Historiker
- Jan Dhondt, Historiker
- Paul Fredericq, Historiker
- François Louis Ganshof, Historiker
- Joseph Guislain, Physiologe und Psychiater
- Jacques-Joseph Haus, Jurist
- Johann Karl Friedrich Hauff, Mathematiker und Physiker
- Jean de Heinzelin, Geologe und Paläontologe
- Corneille Heymans, Physiologe (Nobelpreisträger)
- August Kekulé, Chemiker
- François Laurent, Jurist
- Julius Mac Leod, Botaniker
- Gustave Magnel, Bauingenieur
- Paul Mansion, Mathematiker
- Rik Opsommer[8]
- Henri Pirenne, Historiker
- Joseph Plateau, Physiker
- Jean Charles van Rotterdam, Mediziner und erster Rektor
- Joseph Emmanuel Ghislain Roulez, Klassischer Philologe, Archäologe und Rektor der Universität
- Alfred Schoep, Geograph, Mineraloge, Geologe und Kristallograph
- Théodore Swarts, Chemiker
- Henry van de Velde, Architekt
- Charles Verlinden, Historiker
- Désiré Van Monckhoven, Physiker
- Michiel Vantongerloo, Historiker
- Adriaan Verhulst, Historiker
- Charles De Visscher, Jurist
- Hans Van Werveke, Historiker